# Оточуючий інтелект

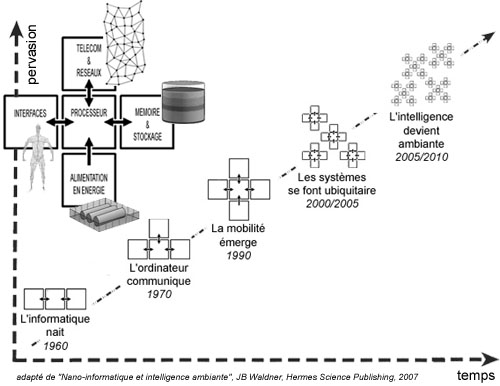
Схема еволюції комп'ютерних технологій у 1960—2010

Оточуючий інтелект (AmI, англ. Ambient Intelligence) — концепція середовища, насиченого електронікою, яка реагує на дії людей. Прикладами втілення такої концепції є Інтернет речей, носимий комп'ютер і розумний годинник. Оточуючий інтелект є провідною темою футуристів четвертої промислової революції   .

## Характерні риси
Технологія в концепції оточуючого інтелекту має бути вбудованою і захованою у фоновому режимі. Середовище має відчувати, адаптуватися та реагувати на присутніх людей і речей. Реакція має бути у вигляді розумної ненав'язливої допомоги. Використання інформації має обмежуватись такими випадками, коли це необхідно і доцільно, і супроводжуватись діями, що зберігають безпеку, приватність і цілісність інформації .

## Вивчення
Вивченню оточуючого інтелекту й обміну досвідом серед фахівців присвячені міжнародні симпозіуми «International Symposium on Ambient Intelligence (ISAmI)»  і конференції «International Conference on Ubiquitous Computing and Ambient Intelligence (UCAmI)»  і науковий журнал «Journal of Ambient Intelligence and Smart Environments» .